# Sicherungs-Brigade 74 (Wehrmacht)
Die Sicherungs-Brigade 74 war eine deutsche Infanterie-Brigade des Heeres im Zweiten Weltkrieg beim Militärbefehlshaber Frankreich.
Die Brigade wurde am  30. Juni 1944 in Montargis im besetzten Frankreich aufgestellt. Die Brigade wurde während des gesamten Kriegs überwiegend in Frankreich bei Belfort für Sicherungsaufgaben eingesetzt. Der Verband wurde auch nach seinem Kommandant Brigade Jesser genannt und nach dem Rückzug aus Frankreich 1944 aufgelöst.

## Gliederung
- Sicherungs-Regiment 1000
- Sicherungs-Regiment 1010
- Aufklärungs-Abteilung 1000

## Kommandeur
- Generalmajor Curt von Jesser: von Aufstellung bis Auflösung